# Християния
 Тази статия е за хипи квартала в Копенхаген.  За града, наричан Християния (1624-1925) вижте Осло.  
Християния/Христиания или Кристияния/Кристиания, наричан Свободен град Християния, е район в Копенхаген, столицата на Дания.

## Описание
Представлява частично самоуправлявана, неофициална „държава в държавата“, разположена в район Христиансхаун на Копенхаген. Въпреки противниците си сред датските власти има особен полулегален статут в Дания и частична независимост.
За цел на Християния се провъзгласява „създаване на самоуправлявано общество, в което всеки индивид е отговорен за благополучието на цялата общност. Обществото е длъжно да бъде икономически самодостатъчо и да бъде непреклонно в убеждението, че физиологическото и физическото разрушаване може да бъде предотвратено“.
Християния представлява квартал на Копенхаген, в който има само 2 входа, на които лежат големи скали, нееднократно отстранявани от правителството, но връщани обратно от жителите на района.
Обитателите на Християния, които се наричат християнити (от датски christianit), съблюдават собствени закони, независими от законите на Дания. Сред тях са: забрани на автомобилите, кражбата, тежките наркотици, огнестрелното оръжие и бронежилетките.
Главната улица е „Пушер“ (Pusher Street). На нея се търгуват леки наркотици и е забранено да се фотографира.
В Християния има няколко водни басейна.

## История
Християния възниква през 1971 г., когато група хипита незаконно се заселва в изоставените военни казарми в Копенхаген. Една от най-значимите личности в историята на Християния е Якоб Лудвигсен, издавал анархически вестник, в който обявил провъзгласяване на свободния град.
Легалният статут на района дълго време е неопределен и властите неведнъж безуспешно се опитвали да очистят помещенията на казармите. Известно време е контролиран от група байкери. През 1995 г. жителите на Християния сключват споразумение с Министерството на отбраната, собственик на казармите, и оттогава плащат данъци.
В началото на 21 век натискът от страна на правителството и опитите за ликвидиране на Свободния град Християния се усилват. Полицията редовно провежда „чистки“, съпровождани с арести. През 2004 година е приет закон, отхвърлящ Християния като колектив с обща собственост, съгласно който всички жители на района са отделни индивиди и имат право на частна собственост. Това довежда до възможност за разпродаване на земята, но предизвиква продължителни протестни митинги от страна на жителите.